# Club Somisa
O Club Somisa, é um clube poliesportivo argentino com destaque para o voleibol da cidade de  San Nicolás de los Arroyos. O time masculino  foi campeão nacional e medalhista de bronze no Campeonato Sul-Americano de Clubes.

## Histórico
O clube leva o nome da siderúrgica estatal criada em 1947, SOMISA (Sociedad Mixta Siderúrgica Argentina).Na década de 1990, passou de 12.000 sócios para 1.000, foi fundado em 21 de fevereiro de 1961.No atual Conselho de Administração há doze membros, dos quais 6 são mulheres. A presença feminina aumentou notavelmente, antes era tradição as mulheres jogarem hóquei e vôlei, mas agora elas não apenas continuam praticando esses esportes, mas também temos basquete, futebol em todas as categorias, handebol e futsal.
A primeira sede do clube foi na atual Copesa, depois o Hotel de Solteros, e posteriormente a Escola nº 30, até uma casa particular no bairro Somisa. Nos dezessete hectares, iniciaram na construção de um campo de futebol e duas quadras de basquete abertas. Em 1970 foi construída a piscina olímpica, em 1974 o ginásio fechado e em 1983 a sede em Los Ceibos 1950 (atual). Após a privatização da Somisa, o clube passou para os sócios com a denominação Club Del Acuerdo, com Estatuto Jurídico, a 15 de agosto de 1992 e cujo primeiro presidente foi o Eng. Eduardo Pérez.
A siderurgia foi privatizada na década de 1990 e o clube deixou de pertencer à empresa. Após uma fase muito difícil com poucos sócios, o clube renasceu por volta de 2010. Retomou-se o nome original em 2014 e com um plano de obras, a massa corporativa foi aumentada para 5.000 sócios. Algumas obras são o hóquei em campo sintético, a piscina interior, o campo de futebol com capacidade para 10.000 pessoas, existe também uma piscina exterior de medidas olímpicas. O clube tem cresce notavelmente e isso leva a um aumento do número de rapazes e atletas. A partir disso, têm recrutado novos professores de alto nível e em esportes como basquete, futsal, handebol e futebol estão competindo localmente com grandes clubes como Regatas e Belgrano.
O futebol foi desde o início a própria essência do clube e, embora mais tarde o crescimento da instituição tenha promovido o desenvolvimento de outras atividades, manteve-se como a disciplina desportiva em que se baseia a entidade e a que lhe valeu o reconhecimento a nível local e zonal, anos depois a equipa de voleibol do clube conseguiu vencer um torneio nacional, sendo assim o primeiro título a nível nacional que o Club Somisa obteve. Atualmente, a modalidade com maior influência e a que é praticada por maior número de sócios é o basquetebol, na qual compete a nível provincial, com um público de cerca de 1.000 pessoas por jogo, tanto no torneio provincial como no campeonato local.
A piscina olímpica localizada em magnífica propriedade cercada por árvores e guarda-sóis para passar um verão ao ar livre como em nenhum outro lugar.

### Basquetebol
Em 18 de abril o time basquete conquistou o título do Campeonato Provincial de 2019

### Handebol
O naipe masculino obteve em 2019 o tricampeonato da Associação de Handebol do Norte da província de Buenos Aires

### Tiro com arco
Em 2022 obteve dois títulos nacionais 

### Voleibol
O time masculino conquistou a medalha de bronze na edição do Campeonato Sul-Americano de Clubes em 1986 em Santiago e o sétimo lugar na edição do ano de 1991

## Títulos conquistados
0 Campeonato Sul-Americano de Clubes
- Terceiro-campeão:1986

 0 Campeonato Argentino A1